# Sarah Scott (arqueóloga)
Sarah A. Scott (n.1967) é arqueóloga e acadêmica. Ela é Professora Associada de Arqueologia na Universidade de Leicester. Scott é bacharel em Leicester e completou seu DPhil na Universidade de Oxford em 1992. Ela ensinou na Universidade de Durham antes de se mudar para Leicester. Em 2015 ela se tornou uma Senior Fellow da Higher Education Academy e em 2016 recebeu o prêmio National Teaching Fellowship da Advance HE. Scott foi eleita Membro da Sociedade de Antiquários de Londres em 5 de maio de 2002.

## Publicações selecionadas
- Scott, S. 2019. "Vetusta Monumenta and Britain's Classical Past", Vetusta Monumenta: Ancient Monuments, A Digital Edition
- Savani, G., Scott, S. e Morris, M. 2018. Vida no mundo romano: Roman Leicester . Leicester, University of Leicester.
- Scott, S. 2017. "'Gratamente dedicado aos assinantes': Os projetos de publicação arqueológica e realizações de Charles Roach Smith". Arqueologia da Internet 45. doi:10.11141/ia.45.6
- Scott, S. 2014. "Grã-Bretanha no mundo clássico: Samuel Lysons e a arte da Grã-Bretanha Romana 1780-1820". Classical Receptions Journal, 6 (2), 294-337. doi:10.1093/crj/clt030
- Scott, S. 2013. “Pioneiros, editores e divulgação do conhecimento arqueológico. Um estudo de publicação em arqueologia 1816-1851 ". Arqueologia da Internet 35. doi:10.11141/ia.35.1
- Scott, S. 2006. “Arte e o arqueólogo”. World Archaeology 38 (4), 628-643.
- Scott, S. e Webster, J. eds 2003. Imperialismo Romano e Arte Provincial . Cambridge, Cambridge University Press.
- Scott, S. 2000. Arte e Sociedade na Grã-Bretanha do século IV (Monografia 53 da Escola de Arqueologia da Universidade de Oxford). Oxford Oxbow.